# Texananus bilicium
Texananus bilicium är en insektsart som beskrevs av Delong 1944. Texananus bilicium ingår i släktet Texananus och familjen dvärgstritar. Inga underarter finns listade i Catalogue of Life.